# Amadeu Casellas Ramón
Amadeu Casellas Ramón es un preso español y militante anarquista, conocido por repartir el dinero que robó a diversas entidades bancarias y por las huelgas de hambre que protagonizó durante los últimos años de su estancia en prisión.
Amadeu asegura que entró en contacto con el anarquismo a los 14 años, y desde 1976 protagonizó múltiples atracos a bancos para financiar las luchas obreras y sociales, repartiendo el dinero entre organizaciones y personas que, en su opinión, "lo necesitaban". Debido a estos actos, desde la prensa española se denominó en múltiples ocasiones como el Robin Hood español.

## Biografía
Fue detenido por primera vez en 1979 y encerrado en la  Cárcel Modelo de Barcelona. Salió en 1981, y debido a su reincidencia como atracador volvió a ser condenado a prisión en 1982 y una vez más en 1986, salió, por última vez de prisión, el 9 de marzo de 2010, al prosperar un recurso en que demandaba la aplicación de la doctrina del Tribunal Constitucional (establecida en 2008) para que el tiempo pasado en prisión preventiva computase como parte de la condena firme. El director de la última prisión en la que estuvo recluido declaró que había estado más tiempo en prisión (concretamente, ocho años) del que legalmente debía haber cumplido. A pesar de ello, más adelante recibió una notificación de que debía ingresar de nuevo en prisión para cumplir una condena de tres años por un delito de tráfico de drogas que sucedió cuando Casellas aún estaba en prisión y en el que él mismo niega estar implicado.
Amadeu afirma que conoció a militantes de la COPEL (Coordinadora de Presos Españoles en Lucha), y que protagonizó numerosas protestas en las prisiones justificadas por la consecución de condiciones de "mejora de los presos y las cárceles españolas". También afirma haber sido testigo de numerosos abusos de los funcionarios de prisiones contra los presos, y ha denunciado ciertos aspectos de algunas prisiones en las que estuvo recluido y del sistema penitenciario catalán que le parecían injustos, motivo por el cual afirma haberse ganado la enemistad de funcionarios y autoridades penitenciarias.
En la primavera y verano de 2008, solicitó la aplicación del Tercer Grado penitenciario por haber agotado ya el máximo de años legal de estancia en prisión y, por tanto, corresponderle por ley. Ante la negativa de las instituciones penitenciarias, protagoniza una durísima huelga de hambre que duró casi 80 días. Apoyado por el grupo de Familiares, Amigos y Amigas de Amadeu y colectivos anarquistas como Cruz Negra Anarquista y por la Confederación Nacional del Trabajo (CNT), sindicato al cual pertenece, se llevan a cabo numerosas acciones por su libertad consiguiendo finalmente que las autoridades penitenciarias se comprometan a iniciar los trámites para la aplicación del Tercer Grado y la libertad condicional, por lo que Amadeu puso fin a la huelga de hambre.
El 20 de abril de 2009 comienza otra huelga de hambre al negarse la institución a cumplir el pacto y concederle permisos. La huelga fue suspendida para reanudarse posteriormente el 24 de mayo durando esta un total de 99 días, poniéndole fin debido a las graves complicaciones de salud que le podían dejar secuelas permanentes y por la intención de las autoridades de alimentarlo forzosamente y realizándose constantes actividades en su apoyo desde el exterior, promovidas fundamentalmente por grupos de afinidad anarquista y la CNT, llegando a tener su caso una cierta relevancia social y mediática.
Diversas personalidades del mundo de la cultura y del sindicalismo se han solidarizado con Amadeu Casellas, solicitando a instituciones penitenciarias su puesta en libertad inmediata. Ante esto, el 23 de octubre de 2009, la Consellera de Justícia de la Generalitat de Catalunya, Montserrat Tura,  expuso en Catalunya Ràdio que Amadeu Casellas "durante el tiempo que ha estado en prisión, ha gozado de 85 permisos, y que cada vez que vez que salía de la prisión ha delinquido, y cuenta con 12 condenas". Estas declaraciones han sido desmentidas y duramente criticadas por los grupos de apoyo a Amadeu.
En mayo de 2014 publicó el libro autobiográfico Un reflejo de la sociedad. Crónica de una experiéncia en las cárceles de la democracia. Dónde expone su testimonio de una persona privada de libertad durante más de 25 años, editado por la editorial de la CNT de Cornellà de Llobregat (El grillo libertario)

## El caso de Tamara
El 15 de diciembre de 2009 fue detenida y encarcelada una joven de Getafe llamada Tamara, acusada del envío de una carta bomba al secretario de Servicios Penitenciarios de Catalunya, varios meses antes, en el contexto de las acciones emprendidas para exigir la liberación de Amadeu. Varios individualidades y colectivos denunciaron públicamente que la acusación fiscal pretendía frenar al resto de activistas que luchaban por la libertad de Amadeu. Aproximadamente cuatro meses después, el pasado 22 de abril de 2010, Tamara salió en libertad de la prisión de Brians I, después de que la Audiencia Provincial tuviese en cuenta el recurso presentado por la defensa, en el que el informe de un técnico en explosivos desmontaba la acusación inicial y la petición fiscal y quedando a la espera de juicio.